# Silicícola
Silicícola o calcífuga és el terme amb què es coneixen les espècies de plantes que normalment es desenvolupen en sòls silícics (àcids). S'oposa al terme calcícola (de sòls bàsics). Exemples d'espècies silicícoles: l'alzina surera o el bruc boal.
Una planta calcífuga no tolera l'alcalinitat dels sòls. Calcífug deriva del llatí 'fugir del calcari'. Un prototipus de plantes silicícoles és el gènere Erica (els brucs) tot i que, per excepció, el xipell (Erica multiflora) és estrictament calcícola.
No és la presència dels ions carbonat o hidròxid per se el que les plantes silicícoles no toleren, sinó el fet que en condicions alcalines el ferro està menys disponible, en ser menys menys soluble. Per això les silicícoles que creixen en sòls alcalins desenvolupen la clorosi fèrrica en els brots nous.
Per cultivar plantes silicícoles sobre un substrat aquest ha de ser de reacció àcida, com per exemple, el fet de la torba de Sphagnum.